# Пригарин, Александр Анатольевич
Алекса́ндр Анато́льевич Прига́рин (род. 26 сентября 1971, Одесса, УССР) — украинский и российский историк, этнолог, антрополог, доктор исторических наук (2015), профессор кафедры археологии и этнологии Одесского национального университета имени И. И. Мечникова (2017—2022), профессор МХПИ и РГГУ (с 2022) председатель правления Украинского общества охраны памятников истории и культуры (УООПИК), член комитета сохранения национального наследия.

## Биография
Родился 26 сентября 1971 г. в городе Одесса.
В 1988 году поступил на исторический факультет Одесского государственного университета имени И. И. Мечникова. После окончания, в 1993 году учился в аспирантуре отдела этнографии Института искусствоведения, фольклористики и этнологии им. М. Т. Рыльского НАН Украины в Киеве.
В 1998 г. защитил кандидатскую диссертацию "Этническая выразительность жилья славянского населения Юго-Западной Украины (XIX-XX в.) под руководством Т. В. Косминой.
В 2006—2009 — учился в докторантуре. Результатом стал выпуск монографического исследования «Россияне-старообрядцы на Дунае: формирование этноконфессионального сообщества».
В 1993—1998 — работает ассистентом на вновь созданной кафедре археологии и этнологии Одесского государственного университета имени И. И. Мечникова. Одновременно с преподавательской деятельностью начинает работать заведующим лабораторией археологии и этнографии Степной Украины Одесского государственного университета. С 1999 г. работает доцентом.
С 2022 г. преподает в Центре социальной антропологии Российского государственного гуманитарного университета.

## Научная деятельность
А. А. Пригарин одним из первых написал монографическое исследование по русским-старообрядцам Украины и архитектуре народов Юго-Западной Украины. Сейчас основными направлениями исследования являются русские-старообрядцы не только Украины, но и других стран мира, также ученый публикует уникальные тексты по истории и этнологии Одессы.
А. А. Пригарин принимает участие в деятельности «Украинская ассоциация устных историков»; «Научное сообщество болгаристов Украины»; международной научной комиссии историков Украина-Болгария; представляет Украину в международной комиссии по изучению старообрядцев при Международном Комитете славистов.
Является одним из инициаторов и организаторов всеукраинских (с 1998 г. — международных) этнологических конференций молодых ученых. Ответственный секретарь научных сборников «Древние культуры и цивилизации Восточной Европы» (1995 г.) «Этнографические исследования в Украине» (1996 г.) «Археология и этнология Восточной Европы: материалы и исследования» (1997; 2000; 2002); «Религия в истории и культуре» (1998 г.).
С 2004 года проводятся ежегодные научные форумы и издается альманах «Липоване: история и культура русских-старообрядцев».
С 1995 года организатор и руководитель этнографических экспедиций Одесского университета в Буджак (юго-западные районы Одесской области), Николаевской и Запорожской областях и АР Крым. Участвовал в экспедиционных исследованиях в Болгарии (2000—2002 и 2010 гг.), Румынии (2003—2004, 2008—2010 гг.), Молдове (2007 г.), Беларуси (2004—2005 гг.) и России.
А. А. Пригарин автор более 200 научных работ, опубликованных в отечественных и зарубежных сборниках, участник и организатор многочисленных конференций, круглых столов и выставок.

#### Научные интересы
История и выразительность культуры этнических групп Юго-Восточной Европы; идентичность и межэтнические связи; традиционная народная архитектура этнических групп Южной Украины; знаковые аспекты в создании и функционировании жилого пространства славян; миграции как путь формирования населения Юга Украины; происхождение и эволюция россиян-старообрядцев, их культурно-бытовое своеобразие; методы этнографического (антропологического) познания; применение компьютерных технологий в гуманитарных исследованиях.

## Основные работы
1.	Этническая карта юга Украины (Социокультурный и этнополитический аспекты). Выпуск 2. Херсонская область: Информ.-метод. пособие. — Одесса: Астропринт, 1998. — 48 с. (В соавторстве с С. Е. Саханенко, П. И. Надолишний).
2.	Этническая выразительность жилья славянского населения Юго-Западной Украины (ХIХ — XX вв.). Автореф. дис. на получение наук. степени канд. ист. наук. — Одесса: Печать, 1998. — 16 с.
3.	Кубей и кубейцы: бит и Култура на българите и гагаузов в с. Червоноармейское, Болградский район, Одеский област / Отв. ред. З. Т. Барболова. — Одесса: Маяк, 2002. — 88 с. (В соавторстве с Тхоржевской Т. В., Агафоновой Т. А., Ганчевым А. И.).
4.	Сельские поселения и жилье Степного Побужья. — Первомайск, 2003. — 56 с. (В соавторстве с А. Н. Марченко).
5.	Терновка: документы и материалы по истории (1792—1822) / Търновско Български дружество «Иван Вазов», Одеский научно дружество на българистите. — Т.1. — Одесса, 2004. — 154 с. (В соавторстве с Е. С. Самаритакы, Е. А. Уваровой, В. Н. Станко). [Второе издание. — Николаев, 2006].
6.	Память жива в веках. Возвращение к истокам: о Участие казаков в войнах 18-20 вв. / Отв. за выпуск. М. К. Ахеджак. — Краснодар: Диапазон-в, 2006. — 308 с. (С. 5-44) (в соавторстве с Д. В. Сень, А. М. Малукало).
7.	«Корточки-Мирное: очерки истории прошлого и традиций». В серии: Липованах: история и культура русских-старообрядцев. — Вып. 4. — Одесса, 2007. — 195 с. (В соавторстве с Т. А. Агафоновой, А. А. Бачинской, А. И. Ганчевым и др.).
8.	Группа после переселения: естественное движение и Миграционные процессы старообрядческим населения на Дунае 1830—1850-х годов / Серия препринтов «Научные доклады по исторической демографии и исторической географии») / Отв. ред. И. Л. Жеребцов. — Вып. 4. — Сыктывкар, 2007. — 20 с.
9.	Задунайские колонисты и болгары в фондах Измаильский архива: аннотированный каталог / КУ «Измаильский архив»; Одесское научное общество болгаристов; Управление по делам национальностей и религии Одесской облгосадминистрациы / Отв. ред. О. Б. Дёмин. — Измаил-Одесса: Удача, 2008. — 110 с. (В соавторстве с А. В. Галкиной, А. И. Ганчевым).
10.	Русские старообрядцы на Дунае: формирование этноконфессиональной общности в конце XVIII — первой половины XIX вв. / Одесский национальный университет им. И. И. Мечникова / Отв. ред. О. Б. Дёмин. — Одесса-Измаил-Москва: «Смил» — «Археодоксiя», 2010. — 528 c.
11.	Fishing Traditions among Old Believers in the Danube Delta: Survival Strategies During the 19th Century // The Biopolitics of the Danube Delta: Nature, History, Policies / Ed. Constantin Iordashi and Kristof van Assche. — Lanham-Boulder-New York-London: Lexington Books, 2015. — P. 223—242.
12.	Lipowanie jako subetniczna grupa Rosjan-staroobrzedowcow // Lipowanie. Kultura religijna I tożsamość naddunajskich staroobrzędowców / Praca zbiorowa pod redakcia Wojciecha Lipinskiego. — Warszawa: Wydawnictwa Universytetu Warszawskiego, 2015 — P. 44-95.
13.	Этнология Одессы в исторической и современной перспективах: монография / П. Лозовюк, А. Пригарин и коллектив авторов. — Одесса: Ирбис, 2017. — 388 с.
14.	Чушмелий: история и культура / Коллектив авторов. — Одесса: Симэкс-принт, 2018. — 516 с.
15.	Османское казачье войско: трансформация иррегулярного формирования в середине XIX в. // Казачество в тюркских и славянских мирах: колл. монография / отв. ред. В. В. Грибовский, В. В. Трепалов; Институт археологии им. А. А. Халикова АН РТ. — Казань, 2018. — С. 547—575 (в соавторстве с В. Н. Полторак).